# Heinzmann von Silenen
Heinzmann von Silenen (* vor 1390; † nach 12. Juni 1450) war Landeshauptmann des Wallis.

## Werdegang
Heinzmann von Silenen entstammte einer Urner Familie, die sich im ersten Jahrzehnt des 14. Jahrhunderts durch die Heirat von Konrad von Silenen mit Aymonetta de Platea nach Visp verzweigte. Er wurde 1423, 1431 und 1443 Kastlan von Visp. Als Landeshauptmann diente er unter den Bischöfen Andreas dei Benzi und Wilhelm von Raron. Er erwarb 1441 einen Wohnturm in der Visper Burgschaft, der beim Erdbeben von 1855 einstürzte und wieder aufgebaut wurde.